# Terebra funiculata
Terebra funiculata é uma espécie de gastrópode do gênero Terebra, pertencente a família Terebridae.